# 7678 Onoda
7678 Onoda (1996 CW2) là một tiểu hành tinh vành đai chính được phát hiện ngày 15 tháng 2 năm 1996 bởi A. Nakamura ở Kuma.